# Karagaj
Karagaj (oroszul: Карагай) falu Oroszország Permi határterületén, a Karagaji járás székhelye.
Lakossága: 6682 fő (a 2010. évi népszámláláskor).

## Fekvése
A Permi határterület nyugati részén, Permtől 107 km-re, az Obva (a Káma mellékfolyója) jobb partján helyezkedik el.

## Története
Az első település 1623-1624-ben keletkezett. A 18-19. században a Sztroganovok és örököseik birtoka volt, lakossága az Ocsorban működő vasgyárhoz tartozott. Az 1920-as években a lakosság fő foglalkozásává a lentermesztés vált. 
A falu először 1924-től 1932-ig volt a Karagaji járás székhelye, majd 1935–1963 között, végül 1965-től folyamatosan. A közbenső évek átszervezései idején a járás területei máshová tartoztak.